# Аюб Дауд
Аюб Дауд (араб. أيوب داود, італ. Ayub Daud, нар. 24 лютого 1990, Могадішо) — сомалійський футболіст, що грав на позиції нападника.

## Клубна кар'єра
Народився 24 лютого 1990 року в сомалійському Могадішо. У п'ятирічному віці родина переїхала до Італії, де Аюб почав займатися футболом у дитячій школі клубу «Кунео». У дев'ять років потрапив до системи підготовки «Ювентуса», з 2007 року став грати за молодіжну команду туринського клубу.
У лютому 2009 року допоміг молоді «Ювентуса» виграти представницький турнір Віареджо, ставши із вісьмома забитими голами найкращим бомбардиром змагання. Успішний виступ на молодіжному рівні дозволив нападнику вже 14 березня того ж року дебютував за головну команду «Юве» у Серії A, де він вийшов на заміну у грі з «Болоньєю» замість Себастьяна Джовінко, ставши першим сомалійцем в історії змагання.
Попри дебют за основну команду туринського гранда шанси пробитися до її обойми у гравця були невеликими і влітку 2009 року він відправився для здобуття досвіду дорослого футболу в оренду до друголігового «Кротоне». На рівні Серії B проявити свої бомбардирські якості сомалійцю не вдалося, і вже за півроку він змінив команду третього дивізіону, його послугами зацікавився клуб «Лумеццане». Згодом на цьому ж рівні грав на умовах оренди з «Ювентуса» також за «Козенцу» і «Губбіо».
У листопаді 2011 року остаточно залишив Італію і уклав контракт з представником другого дивізіону Швейцарії «К'яссо». У Швейцарії за два сезони додав до свого активу 9 виходів на поле і два забиті голи. 
Влітку 2013 року на правах вільного агента уклав контракт з угорським «Гонведом». У першому сезоні в усіх турнірах забив 8 голів у 20 матчах усіх турнірів, а вже у другому майже не грав, а по його завершенні залишив будапештську команду.

## Виступи за збірну
2011 року дебютував в іграх за національну збірну Сомалі.

## Статистика виступів

### Статистика клубних виступів
| Сезон              | Команда            | Чемпіонат          | Чемпіонат | Чемпіонат | Національний кубок | Національний кубок | Національний кубок | Континентальні кубки | Континентальні кубки | Континентальні кубки | Інші змагання | Інші змагання | Інші змагання | Усього | Усього |
| Сезон              | Команда            | Ліга               | Ігор      | Голів     | Ліга               | Ігор               | Голів              | Ліга                 | Ігор                 | Голів                | Ліга          | Ігор          | Голів         | Ігор   | Голів  |
| ------------------ | ------------------ | ------------------ | --------- | --------- | ------------------ | ------------------ | ------------------ | -------------------- | -------------------- | -------------------- | ------------- | ------------- | ------------- | ------ | ------ |
| 2008–09            | «Ювентус»          | A                  | 1         | 0         | КІ                 | 0                  | 0                  | ЛЧ                   | 0                    | 0                    | -             | -             | -             | 1      | 0      |
| 2009-січ. 2010     | «Кротоне»          | B                  | 11        | 0         | КІ                 | 1                  | 0                  | -                    | -                    | -                    | -             | -             | -             | 12     | 0      |
| січ.-черв. 2010    | «Лумеццане»        | ЛП1Д               | 13        | 1         | КІ+КІ-ЛП           | 0+4                | 1                  | -                    | -                    | -                    | -             | -             | -             | 17     | 2      |
| 2010-січ. 2011     | «Козенца»          | ЛП1Д               | 14        | 2         | КІ+КІ-ЛП           | 0+3                | 1                  | -                    | -                    | -                    | -             | -             | -             | 17     | 3      |
| січ.-черв. 2011    | «Губбіо»           | ЛП1Д               | 11        | 4         | КІ+КІ-ЛП           | -                  | -                  | -                    | -                    | -                    | СК-ЛП1Д       | 2             | 1             | 13     | 5      |
| 2011–12            | «К'яссо»           | 2Д                 | 0         | 0         | КШ                 | 0                  | 0                  | -                    | -                    | -                    | -             | -             | -             | 0      | 0      |
| 2012–13            | «К'яссо»           | 2Д                 | 9         | 2         | КШ                 | 2                  | 0                  | -                    | -                    | -                    | -             | -             | -             | 11     | 2      |
| Усього за «К'яссо» | Усього за «К'яссо» | Усього за «К'яссо» | 9         | 2         |                    | 2                  | 0                  |                      | -                    | -                    |               | -             | -             | 11     | 2      |
| 2013–14            | «Гонвед»           | ЧУ                 | 16        | 7         | КУ+КУЛ             | 1+3                | 1+0                | ЛЄ                   | -                    | -                    | -             | -             | -             | 20     | 8      |
| 2014–15            | «Гонвед»           | ЧУ                 | 0         | 0         | КУ+КУЛ             | 0+1                | 0                  | -                    | -                    | -                    | -             | -             | -             | 1      | 0      |
| Усього за «Гонвед» | Усього за «Гонвед» | Усього за «Гонвед» | 16        | 7         |                    | 5                  | 1                  |                      | -                    | -                    |               | -             | -             | 21     | 8      |
| Усього за кар'єру  | Усього за кар'єру  | Усього за кар'єру  | 75        | 16        |                    | 15                 | 3                  |                      | 0                    | 0                    |               | 2             | 1             | 92     | 20     |

## Титули і досягнення
- Переможець Турніру Віареджо:

«Ювентус»: 1999
- Найкращий бомбардир Турніру Віареджо: 1999 (8 голів)